# Kulik wielki
Kulik wielki (Numenius arquata) – gatunek dużego ptaka brodzącego z rodziny bekasowatych (Scolopacidae). Bliski zagrożenia wyginięciem.

## Występowanie
Kulik wielki zamieszkuje w zależności od podgatunku:
- Numenius arquata arquata – Europa od Wysp Brytyjskich i Francji po Ural i Wołgę. Zimuje od Islandii przez Wyspy Brytyjskie, zachodnią Europę po basen Morza Śródziemnego, Maghreb, Bliski Wschód i zachodnią część Indii. W Polsce, w wyniku spadku liczebności i kurczenia się areału lęgowego, obecnie regularnie gniazduje jedynie na terenie Podlasia, Polesia Lubelskiego, północnego Mazowsza oraz w dolinach Neru, Noteci, Obry i Warty[7]. Przeloty w marcu–kwietniu i lipcu–listopadzie.
- Numenius arquata orientalis – środkowa Syberia na wschód przez środkową Rosję po północno-wschodnie Chiny. Zimuje we wschodniej i południowej Afryce, na Madagaskarze, od południowego Morza Kaspijskiego do Zatoki Perskiej i na wschód przez Azję Południową do wschodnich Chin i południowej Japonii oraz na południe przez Filipiny po Wielkie Wyspy Sundajskie.
- Numenius arquata suschkini – dolny bieg Wołgi i Ural na wschód po południowo-zachodnią Syberię i północny Kazachstan. Zimuje wzdłuż wybrzeży Afryki Subsaharyjskiej oraz południowo-zachodniej Azji.

## Morfologia

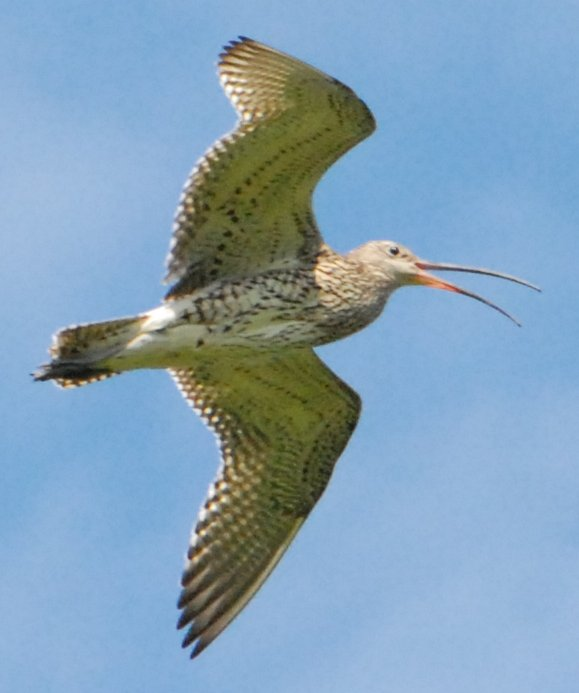
Samiec w locie. Czubek ogona tworzą odchylone łapy

WyglądKulik wielki to jeden z największych europejskich bekasowatych, jest wielkości wrony. Brak wyraźnego dymorfizmu płciowego, jednak samice są większe od samców i mają dłuższe dzioby. W upierzeniu przeważa kolor szarobrązowy. Wierzch ciała okryty ciemnymi, podłużnymi lub okrągłymi plamami. Spód białawy, również w górnej części pokryty ciemnymi plamami. Kuper biały. Ogon jasnobrązowy z poprzecznym, ciemnym prążkowaniem. Bardzo charakterystyczny długi, wygięty łukowato ku dołowi ciemny dziób o jaśniejszej nasadzie. Nogi szare lub czarne. Młode osobniki mają odcień brunatny. W locie widać dobrze biały kuper oraz szarobrunatny, prążkowany poprzecznie ogon.
N. a. orientalis jest bledszy, ma boki zazwyczaj pozbawione cętek, a prążkowanie na ogonie jest gęstsze. Natomiast kulik mniejszy jest drobniejszy i jego dziób jest krótszy. Różni się też tym, że przez wierzch głowy przebiega mu jeden jasny pas, a drugi biegnie przez oko.
Wymiary średniedługość ciała ok. 50–60 cm
rozpiętość skrzydeł ok. 80–100 cm
masa ciała: samce 410–1010 g, samice 475–1360 g

## Ekologia i zachowanie

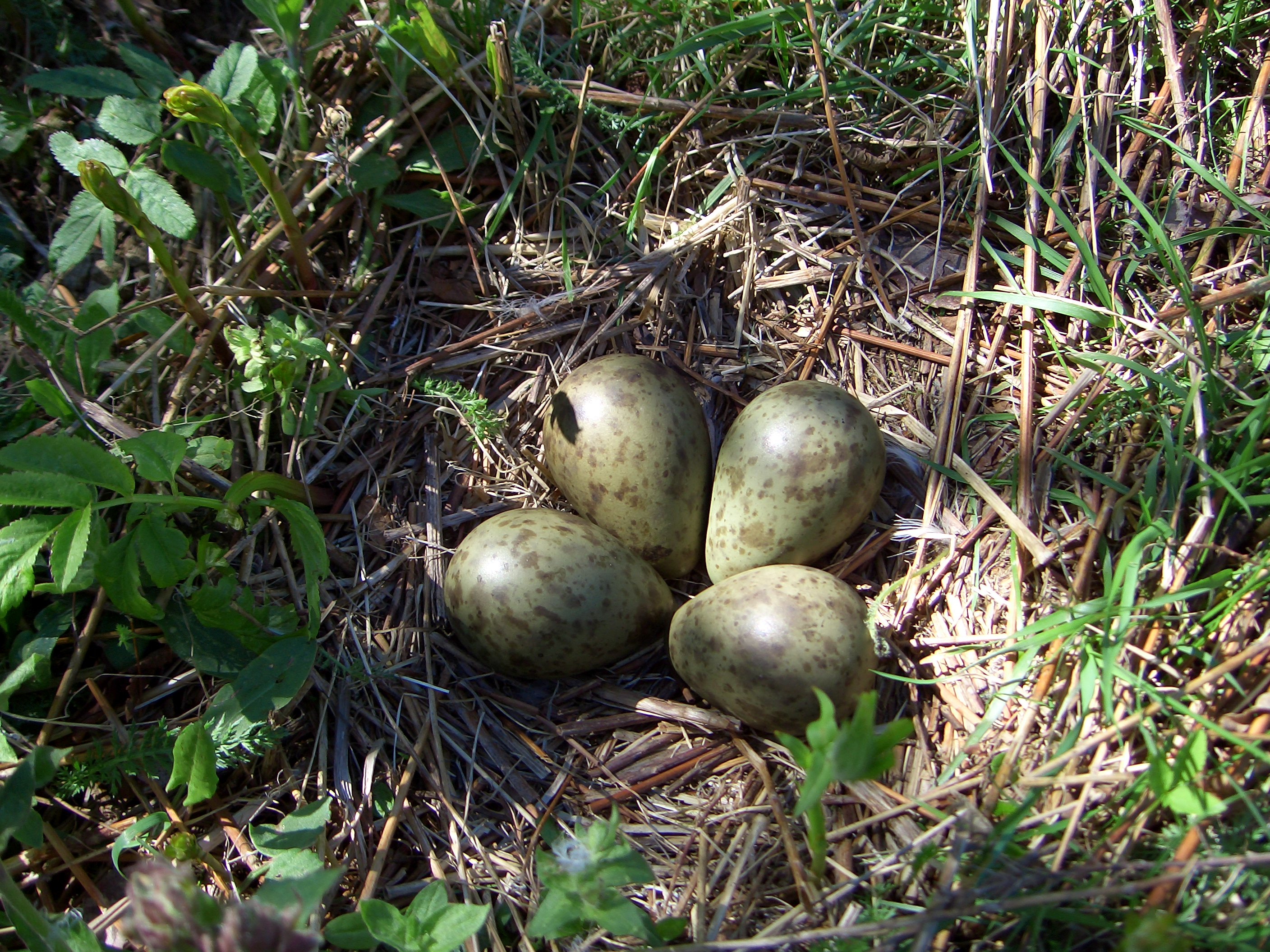
Lęg kulika wielkiego

BiotopNa lęgowiska wybiera wilgotne łąki słabo użytkowane rolniczo (coraz częściej też na tych intensywnie koszonych), bagna, rozległe pola i stepy w pobliżu wody. Spotyka się go też dość wysoko w górach, na torfowiskach i wrzosowiskach.
GłosWśród bekasowatych odznacza się najdźwięczniejszym głosem. Zarówno w locie, jak i na ziemi powtarza melodyjne „tlo-id”, oznaczając swoje terytorium.
TokiW marcu i kwietniu wracają stadami, po czym łączą się w pary zaczynając toki, które odbywają się w powietrzu i na ziemi. W ich trakcie dochodzi do wygrzebywania gniazda i przynoszenia materiału na wyściółkę. Oprócz tego samce wzbijają się wysoko w powietrze, trzepocząc intensywnie skrzydłami, na wysokość 30–40 metrów, po czym lotem ślizgowym spuszczają się w dół. Zaraz potem ponawiają manewr. Wznosząc się znów w górę wydają niski dźwięk przypominający flet, a w czasie lotu ślizgowego wydają dźwięczne trele.
GniazdoDołek w ziemi, lub w suchej kępie turzyc zawsze pośrodku łąki lub wrzosowiska. Wysłane jest suchymi źdźbłami.
JajaW ciągu roku wyprowadza jeden lęg, składając w kwietniu–czerwcu (w Polsce w kwietniu) 4 plamiste, brunatne lub szarozielone jaja.
Okres lęgowyJaja wysiadywane są przez okres 26–30 dni przez obydwoje rodziców. Zachowują przy tym szczególną czujność. Pisklęta, zagniazdowniki, opuszczają gniazdo po kilku dniach, jednak nadal pozostają pod opieką rodziców. W tym czasie są oni agresywni i hałaśliwi. Pisklęta mają szarożółty puch, a wierzch głowy ciemnobrunatny. Na grzbiecie są duże, czarne plamy. Do 3 tygodnia życia mają prosty dziób, potem zaczyna zakrzywiać się w dół. Zdolność do lotu uzyskują w wieku 5–6 tygodni. Rodziny opuszczają lęgowiska do końca sierpnia. W chłodniejszym klimacie na północy matki porzucają młode 10 dni po wykluciu, a potomstwem zajmuje się tylko ojciec.
Poza sezonem lęgowym zbierają się w stada na noclegowiskach i żerowiskach.
PożywienieGłównie bezkręgowce m.in. owady, pająki, mięczaki, skorupiaki, ale zjada również drobne kręgowce, a jesienią także owoce (głównie jagody) i nasiona. Pokarm jest zatem różnorodny i zmienia się w trakcie życia. Długi dziób służy do zbierania małych zwierząt z podłoża, zjadania roślin, ale i grzebania w miękkim podłożu.

## Status i ochrona
Międzynarodowa Unia Ochrony Przyrody (IUCN) od 2008 roku klasyfikuje kulika wielkiego jako gatunek bliski zagrożenia (NT – Near Threatened); wcześniej, od 1988 roku klasyfikowano go jako gatunek najmniejszej troski (LC – Least Concern). Liczebność światowej populacji, według szacunków organizacji Wetlands International z 2016 roku, mieści się w przedziale 835 000 – 1 310 000 osobników. Trend liczebności populacji uznawany jest za spadkowy.
W Polsce jest objęty ścisłą ochroną gatunkową oraz wymaga ochrony czynnej. Na Czerwonej liście ptaków Polski uznany za gatunek zagrożony (EN) (dotyczy populacji lęgowej). Na przełomie XX i XXI wieku na terenie kraju żyło 650–700 par lęgowych, w latach 2013–2018 już tylko 120–250.
Zagrożeniem dla tego ptaka jest niszczenie siedlisk. Potrafiły wprawdzie przystosować się do bardziej intensywnej gospodarki rolnej, ale do rozrodu wymagają ok. 11 tygodni, by wysiedzieć jaja i wychować młode. Sukces rozrodczy jest niewielki, podobnie jak innych ptaków żyjących na łąkach i ogólna liczebność kulików stale maleje. Tym bardziej, że ptaki te przywiązują się do swoich lęgowisk i cechują się dochodzącym do 30 lat życiem.